# Saint-Martin (Franța)
Saint-Martin (în franceză Saint-Martin), oficial Colectivitatea Saint-Martin (în franceză: Collectivité de Saint-Martin) este o colectivitate de peste mări a Franței, situată în Caraibe. A luat ființă la 22 februarie 2007, și cuprinde partea de nord a insulei Saint Martin și insulele vecine, dintre care cea mai mare este Île Tintamarre. Partea de sud a insulei, Sint Maarten, este un teritoriu dependent făcând parte din Regatul Țărilor de Jos în America centrală caraibeană.